# Мати (филм из 1958)
„Мати” је југословенски ТВ филм из 1958. године. Режирао га је Јанез Шенк а сценарио је написао Педи Чајефски.

## Улоге
| Глумац            | Улога |
| ----------------- | ----- |
| Рахела Ферари     |       |
| Нада Касапић      |       |
| Миодраг Лазаревић |       |
| Тамара Милетић    |       |
| Нада Ризнић       |       |
| Милорад Самарџић  |       |